# Puntius partipentazona
 Puntius partipentazona és una espècie de peix cipriniforme de la família dels ciprínids.

## Morfologia
Els mascles poden assolir els 4 cm de longitud total.

## Distribució geogràfica
Es troba als rius Mekong, Chao Phraya i Mae Khlong. També a Malàisia i al sud-est de Tailàndia i Cambodja.